# ويليام بال
ويليام بال (بالإنجليزية: William Ball) (9 أبريل 1886 في المملكة المتحدة - 30 سبتمبر 1942) هو لاعب كرة قدم بريطاني (وحمل سابقاً جنسية المملكة المتحدة لبريطانيا العظمى وأيرلندا) في مركز الظهير. شارك مع منتخب إنجلترا لكرة القدم. أما مع النوادي، فقد لعب مع برمنغهام سيتي ونادي تلفورد يونايتد وCannock Town F.C. ‏.